# Stockholms Auktionsverk

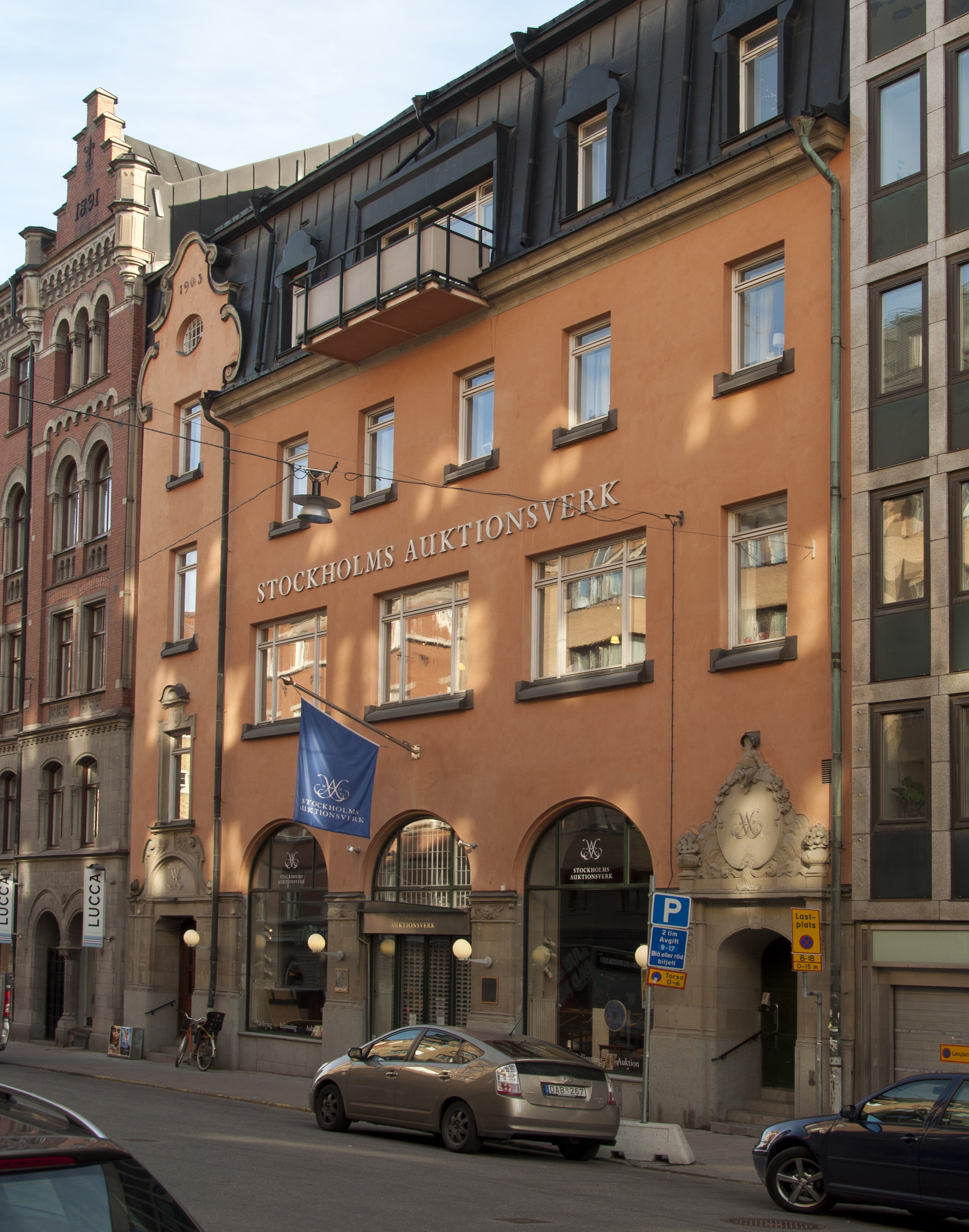
Nybrogatan 32. Ursprungligen ett av Stockholms utskänkningsaktiebolags värdshus.

Stockholms Auktionsverk är ett svenskt auktionshus, vilket grundades av överståthållaren Claes Rålamb 1674. Företaget är världens äldsta auktionshus.
Sedan 2002 finns Stockholms Auktionsverk på Nybrogatan 32 i Stockholms innerstad samt Magasin 5 i Frihamnen och Järnvägsgatan 35 i Sickla. Stockholms Auktionsverk har även kontor i Göteborg, Malmö, Helsingborg, Helsingfors, Köln, Neuss / Düsseldorf samt Hamburg. Sedan maj 2021 ägs företaget av Auctionet.
Varje säsong hålls ett flertal klubbauktioner, däribland Moderna & Nutida, Klassiska och Asiatiska samt Böcker, Kartor & Handskrifter). Inför dessa auktioner hålls visningar på Nybrogatan 32. Här hålls även specialauktioner, till exempel samlingar från Fredrik Roos, Ragnar von Holten, Hertha Hillfon med flera.
Dessutom pågår onlineauktioner året om via hemsidan. Dessa föremål visas på auktionsverkets olika kontor. Företaget erbjuder transport av inropade föremål.

## Historik
Bland sina historiska kunder räknar företaget Karl XI som sålde jaktgevär för 900 daler silvermynt, Gustav III som inköpte Rembrandts Kökspigan och August Strindberg som köpte böcker. En av höjdpunkterna i Stockholms Auktionsverks tidiga historia var när de erövrade trofékanonerna från Karl XII:s fälttåg såldes här efter kungens död.
Sedan grundandet 1674 har Stockholms Auktionsverk flyttat sex gånger. Mellan 1674 och 1790 inrymdes Stockholms första auktionskammare i huset Själagårdsgatan 19 i Gamla stan (se kvarteret Cupido). 1790 flyttade auktionshuset till Polusska huset på Myntgatan i Gamla Stan där det låg kvar till 1836, då flytten gick vidare till Gamla Auktionsverket på Birger Jarls torg på Riddarholmen. På Riddarholmen blev de kvar ända till 1948, då de flyttade till Bonnier-huset på Torsgatan och därifrån 1959 vidare till Norrtullsgatan 6. 1977 var det dags för en ny flytt till City och Beridarebansgatan, i lokalerna under Gallerian Hamngatan. 2002 flyttade de till nuvarande lokaler på Nybrogatan 32 samt i Magasin 5 i Frihamnen. Fram till år 1993 ägdes företaget av Stockholms stad. 2010 års dyraste tavla blev Anders Zorns Sommarnöje.
Fastigheten på Nybrogatan 32 ritades 1902–1903 av Sam Kjellberg för Stockholms utskänkningsaktiebolag.